# لیندسی تیلور
لیندسی تیلور (انگلیسی: Lindsay Taylor؛ زادهٔ ۲۰ مهٔ ۱۹۸۱) بازیکن بسکتبال اهل ایالات متحده آمریکا است.
وی در مسابقات کشوری و بین‌المللی در مجموع برندهٔ ۱ مدال نقره شده‌است.